# Кафедральна базиліка Святого Стефана (Секешфегервар)
Кафедральна базиліка Святого Стефана (угор. Szent István-székesegyház), також відома як Секешфегерварський собор — римо-католицький собор у місті Секешвфгервар, Угорщина. Головний храм Секешфегерварської діоцезії. Заснований буллою «In universa gregis» папи Пія VI у 1777 році.
Храм побудований у стилі бароко в 1758—1768 роках. Базиліка стоїть поруч із руїнами середньовічної базиліки, в якій відбувалися коронації угорських монархів і в якій вони поховані. Хор та вівтар були створені австрійським архітектором Францом Антоном Гіллебрандтом. Фрески інтер'єру зображують сцени із життя короля Стефана I Святого, а вівтарний образ зображує самого короля, який стоїть на колінах перед Дівою Марією. Їх намалював Вінценц Фішер. Великі фрески на стелі належать роботі Йоганна Цимбали.
У базиліці є кафедра — спеціальне підвищене місце для оратора. Вона має монументальний бароковий вигляд із класицистичними ознаками.

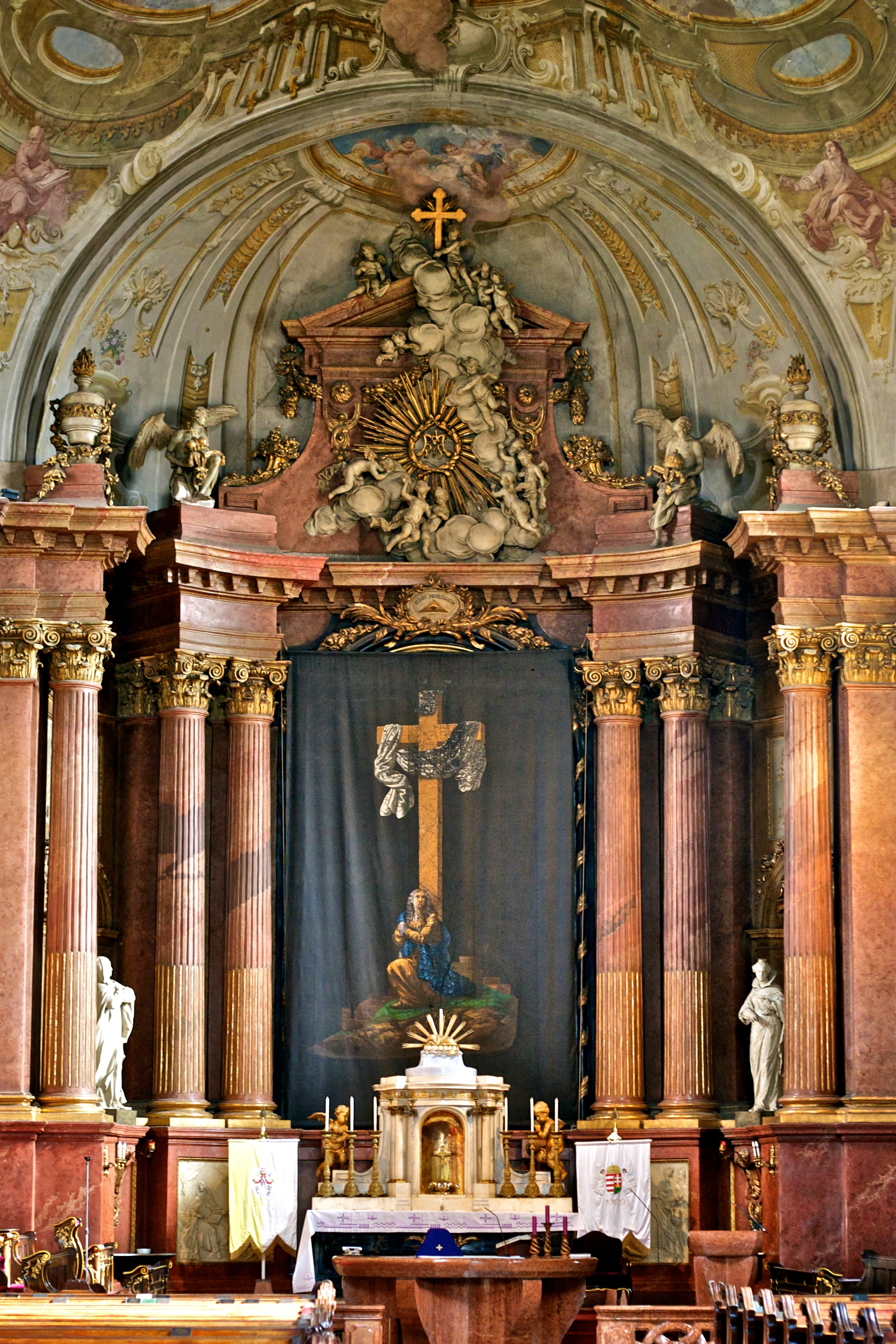
Інтер'єр собору
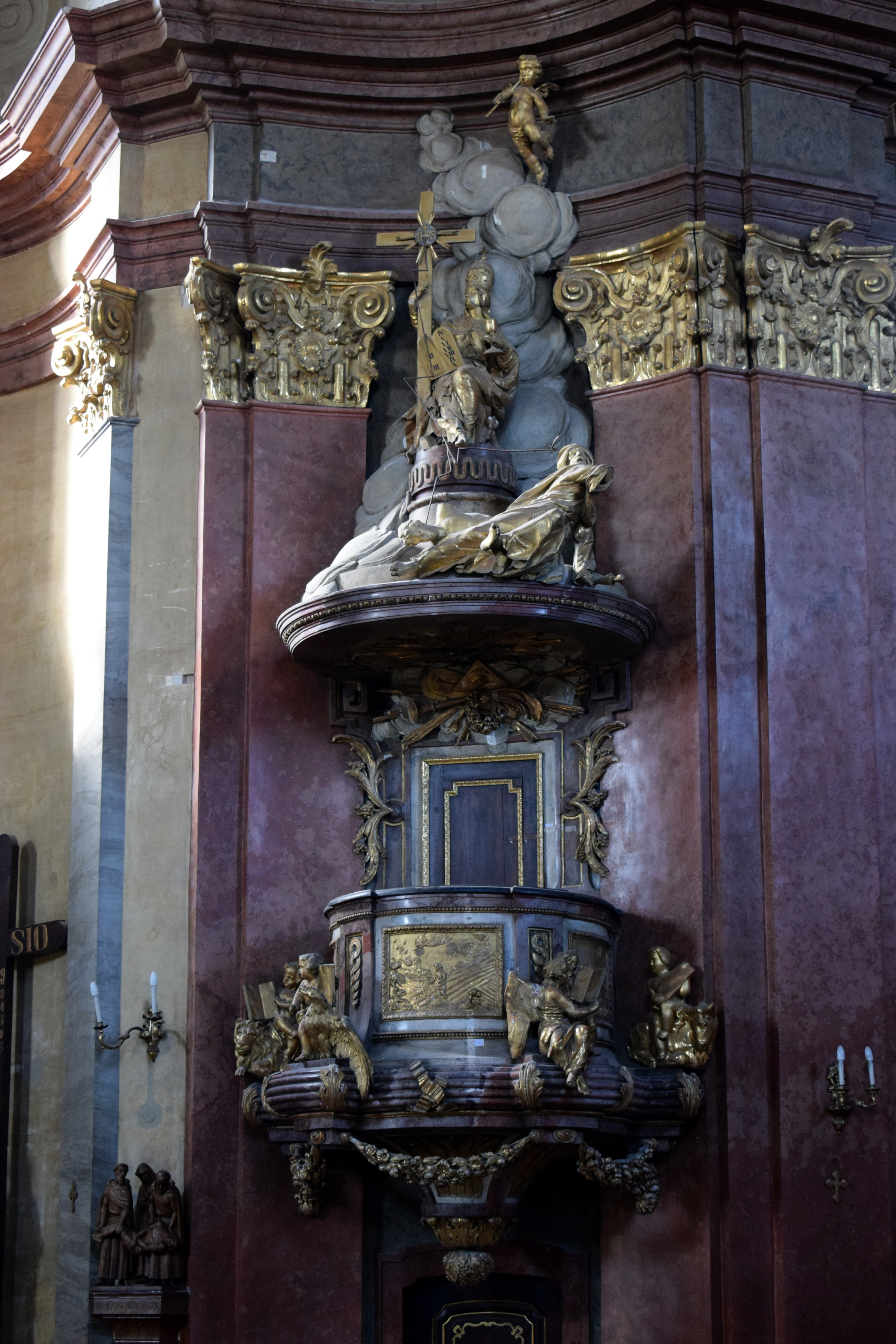
Кафедра у соборі
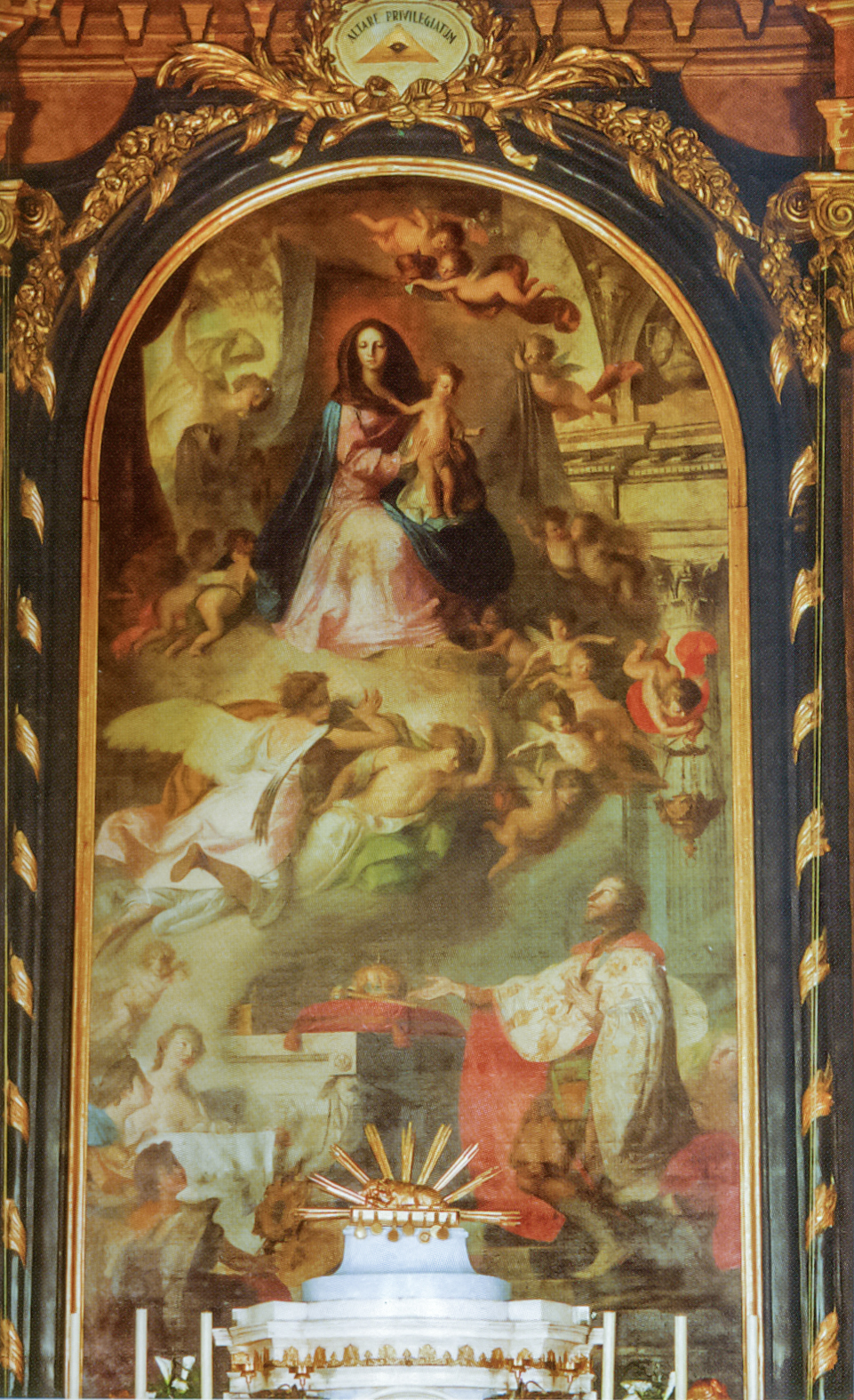
Святий Стефан перед Дівою Марією